# Vogels in de tiende editie van Systema naturae
De tiende editie van Systema naturae van Carl Linnaeus geldt, samen met Svenska spindlar van Carl Alexander Clerck, als het beginpunt van de zoölogische nomenclatuur, en is om die reden van groot belang voor de biosystematiek. De geslachten die Linnaeus creëerde omvatten doorgaans veel soorten, en vaak werden binnen een geslacht soorten samengebracht die sindsdien niet meer als nauwe verwanten worden beschouwd. Samen met de grote aantallen soorten die naderhand door andere auteurs zijn benoemd en het vervolgens opnieuw arrangeren van geslachten, heeft dit ertoe geleid dat veel soorten niet langer in het geslacht worden geplaatst waarin Linnaeus ze in eerste instantie plaatste. Dit overzicht heeft als belangrijkste functie het vindbaar maken van de huidige geaccepteerde naam van soorten die in de tiende druk van Systema naturae zijn benoemd. Namen die door Linnaeus werden gepubliceerd en nog altijd in deze vorm gebruikt worden, zijn vet weergegeven.

## Accipitres
p. 86
- Vultur
- Vultur gryphus – Andescondor
- Vultur harpyja – Harpia harpyja – Harpij
- Vultur papa – Sarcoramphus papa – Koningsgier
- Vultur aura – Cathartes aura – Roodkopgier[1]

p. 87
- Vultur barbatus – Gypaetus barbatus – Lammergier
- Vultur perenopterus / Vultur percnopterus – Neophron percnopterus – Aasgier[2]

p. 88
- Falco
- Falco melanaetus, nomen dubium – Aquila heliaca Savigny, 1809 – Keizerarend[3]
- Falco chrysaetos – Aquila chrysaetos – Steenarend
- Falco fulvus = Aquila chrysaetos – Steenarend[4]
- Falco canadensis – Aquila chrysaetos canadensis – Amerikaanse steenarend[1]
- Falco rusticolus – Giervalk
- Falco barbarus – nomen dubium[5]
- Falco caerulescens – Microhierax caerulescens – Roodbroekdwergvalk

p. 89
- Falco albicilla – Haliaeetus albicilla – Zeearend
- Falco pygargus – Circus pygargus – Grauwe kiekendief
- Falco milvus – Milvus milvus – Rode wouw
- Falco forficatus – Elanoides forficatus – Zwaluwstaartwouw
- Falco gentilis – Accipiter gentilis – Havik
- Falco subbuteo – Boomvalk

p. 90
- Falco buteo – Buteo buteo – Buizerd
- Falco tinnunculus – Torenvalk
- Falco sufflator = Herpetotheres cachinnans – Lachvalk[6]
- Falco cachinnans – Herpetotheres cachinnans – Lachvalk
- Falco sparverius – Amerikaanse torenvalk
- Falco columbarius – Smelleken

p. 91
- Falco lanarius, nomen dubium = Falco biarmicus Temminck, 1825 – Lannervalk[7]
- Falco haliaetus – Pandion haliaetus – Visarend
- Falco gyrfalco = Falco rusticolus – Giervalk[8]
- Falco apivorus – Pernis apivorus – Wespendief
- Falco aeruginosus – Circus aeruginosus – Bruine kiekendief
- Falco palumbarius = Accipiter gentilis – Havik[9]

p. 92
- Falco nisus – Accipiter nisus – Sperwer

- Strix
- Strix bubo – Bubo bubo – Oehoe
- Strix scandiaca – Bubo scandiacus – Sneeuwuil
- Strix nyctea = Bubo scandiacus – Sneeuwuil[1]
- Strix asio – Megascops asio – Oostelijke schreeuwuil
- Strix otus – Asio otus – Ransuil
- Strix scops – Otus scops – Dwergooruil

p. 93
- Strix aluco – Bosuil
- Strix stridula = Strix aluco – Bosuil[10]
- Strix funerea – Aegolius funereus – Ruigpootuil
- Strix ulula – Surnia ulula – Sperweruil
- Strix passerina – Glaucidium passerinum – Dwerguil

- Lanius
- Lanius cristatus – Bruine klauwier

p. 94
- Lanius excubitor – Klapekster
- Lanius collurio – Grauwe klauwier
- Lanius tyrannus – Tyrannus tyrannus – Koningstiran
- Lanius carnifex – Phoenicircus carnifex – Rode cotinga
- Lanius schach – Langstaartklauwier
- Lanius senator – Roodkopklauwier

p. 95
- Lanius caerulescens – Dicrurus caerulescens – Witbuikdrongo
- Lanius jocosus – Pycnonotus jocosus – Roodoorbuulbuul
- Lanius garrulus – Bombycilla garrulus – Pestvogel

## Picae
p. 96
- Psittacus
- Psittacus macao – Ara macao – Geelvleugelara
- Psittacus ararauna – Ara ararauna – Blauw-gele ara

p. 97
- Psittacus obscurus – nomen dubium[11]
- Psittacus nobilis – Diopsittaca nobilis – Roodschouderara
- Psittacus severus – Ara severus – Dwergara
- Psittacus borneus – Eos bornea – Rode lori
- Psittacus solstitialis – Aratinga solstitialis – Zonparkiet
- Psittacus carolinensis – Conuropsis carolinensis – Carolinaparkiet
- Psittacus alexandri – Psittacula alexandri – Alexanderparkiet

p. 98
- Psittacus pertinax – Eupsittula pertinax – Maïsparkiet
- Psittacus canicularis – Eupsittula canicularis – Ivooraratinga
- Psittacus aeruginosus – Eupsittula pertinax aeruginosa – ondersoort van de Maïsparkiet
- Psittacus rufirostris – nomen dubium[12]
- Psittacus ornatus – Trichoglossus ornatus – Ornaatlori

p. 99
- Psittacus agilis – Amazona agilis – Jamaica-amazone
- Psittacus cristatus – nomen dubium[13]
- Psittacus niger – Coracopsis nigra – Kleine vasapapegaai
- Psittacus sordidus – Pionus sordidus – Roodsnavelmargrietje
- Psittacus erythroleucus – nomen dubium
- Psittacus erithacus – Grijze roodstaartpapegaai

p. 100
- Psittacus garrulus – Lorius garrulus – Molukse lori
- Psittacus aurorae – nomen dubium
- Psittacus domicella – Lorius domicella – Vrouwenlori
- Psittacus lory – Lorius lory – Zwartkaplori
- Psittacus caerulocephalus – nomen dubium
- Psittacus leucocephalus – Amazona leucocephalus – Cuba-amazone

p. 101
- Psittacus aestivus – Amazona aestiva – Blauwvoorhoofdamazone
- Psittacus paradisi – nomen dubium[14]
- Psittacus festivus – Amazona festiva – Blauwbaardamazone

p. 102
- Psittacus brasiliensis – Amazona brasiliensis – Roodstaartamazone
- Psittacus autumnalis – Amazona autumnalis – Geelwangamazone
- Psittacus accipitrinus – Deroptyus accipitrinus – Kraagpapegaai
- Psittacus melanocephalus – Pionites melanocephalus – Zwartkopcaique
- Psittacus collarius – Amazona collaria – Geelsnavelamazone
- Psittacus pullarius – Agapornis pullarius – Roodmaskeragapornis

p. 103
- Psittacus galgulus – Loriculus galgulus – Blauwkroontje
- Psittacus passerinus – Forpus passerinus – Groene muspapegaai

- Ramphastos[15]
- Ramphastos piperivorus – Selenidera piperivora – Guyanapepervreter
- Ramphastos tucanus – Roodsnaveltoekan
- Ramphastos picatus – nomen dubium[16]

p. 104
- Ramphastos aracari – Pteroglossus aracari – Zwartnekarassari

- Buceros
- Buceros bicornis – Dubbelhoornige neushoornvogel
- Buceros rhinoceros – Gewone neushoornvogel

p. 105
- Crotophaga
- Crotophaga ani – Kleine ani

- Corvus
- Corvus corax – Raaf
- Corvus corone – Zwarte kraai
- Corvus frugilegus – Roek
- Corvus cornix – Bonte kraai

p. 106
- Corvus monedula – Coloeus monedula – Kauw
- Corvus benghalensis – Coracias benghalensis – Indische scharrelaar[17]
- Corvus glandarius – Garrulus glandarius – Gaai
- Corvus cristatus – Cyanocitta cristata – Blauwe gaai
- Corvus caryocatactes – Nucifraga caryocatactes – Notenkraker
- Corvus pica – Pica pica – Ekster

p. 107
- Corvus paradisi – Terpsiphone paradisi – Indiase paradijsmonarch
- Corvus infaustus – Perisoreus infaustus – Taigagaai

- Coracias
- Coracias garrulus – Scharrelaar
- Coracias caffra – nomen dubium
- Coracias oriolus – Oriolus oriolus – Wielewaal

p. 108
- Coracias galbula – Icterus galbula – Baltimoretroepiaal
- Coracias aurea – Sericulus aureus – Zwartmaskerprieelvogel
- Coracias xanthornus – Oriolus xanthornus – Zwartkopwielewaal

- Gracula
- Gracula religiosa – Grote beo
- Gracula foetida – Gymnoderus foetidus – Kaalnekvruchtenkraai

p. 109
- Gracula barita – nomen dubium, mogelijk Quiscalus lugubris Swainon, 1838 – Caribische troepiaal[18]
- Gracula cristatella – Acridotheres cristatellus – Kuifmaina
- Gracula saularis – Copsychus saularis – Dayallijster
- Gracula quiscula – Quiscalus quiscula – Glanstroepiaal
- Gracula atthis – Alcedo atthis – IJsvogel

p. 110
- Paradisaea
- Paradisaea apoda – Grote paradijsvogel
- Paradisaea regia – Cicinnurus regius – Koningsparadijsvogel

- Cuculus
- Cuculus canorus – Koekoek

p. 111
- Cuculus persa – Tauraco persa – Groene toerako
- Cuculus vetula – Coccyzus vetula – Jamaicaanse hagediskoekoek
- Cuculus glandarius – Clamator glandarius – Kuifkoekoek
- Cuculus scolopaceus – Eudynamys scolopaceus – Indische koël
- Cuculus niger – nomen dubium[19]
- Cuculus americanus – Coccyzus americanus – Geelsnavelkoekoek

p. 112
- Cuculus auratus – Colaptes auratus – Gouden grondspecht

- Jynx
- Jynx torquilla – Draaihals

- Picus
- Picus martius – Dryocopus martius – Zwarte specht

p. 113
- Picus principalis – Campephilus principalis – Grote ivoorsnavelspecht
- Picus pileatus – Dryocopus pileatus – Noord-Amerikaanse helmspecht
- Picus hirundinaceus – nomen dubium[20]
- Picus erythrocephalus – Melanerpes erythrocephalus – Roodkopspecht
- Picus carolinus – Melanerpes carolinus – Roodbuikspecht
- Picus viridis – Groene specht
- Picus benghalensis – Dinopium benghalense – Kleine goudrugspecht

p. 114
- Picus semirostris – een monstrositeit[21]
- Picus major – Dendrocopos major – Grote bonte specht
- Picus medius – Dendrocoptes medius – Middelste bonte specht
- Picus minor – Dryobates minor – Kleine bonte specht
- Picus tridactylus – Picoides tridactylus – Drieteenspecht

p. 115
- Sitta
- Sitta europaea – Boomklever

- Alcedo
- Alcedo ispida – Alcedo atthis ispida – ondersoort van de IJsvogel
- Alcedo erithaca – Ceyx erithaca – Jungledwergijsvogel
- Alcedo alcyon – Megaceryle alcyon – Bandijsvogel

p. 116
- Alcedo todus – Todus todus – Jamaicaanse todie
- Alcedo smyrnensis – Halcyon smyrnensis – Smyrna-ijsvogel
- Alcedo rudis – Ceryle rudis – Bonte ijsvogel
- Alcedo dea – Galbula dea – Paradijsglansvogel

p. 117
- Merops
- Merops apiaster – Bijeneter
- Merops viridis – Maleise bijeneter
- Merops cinereus – nomen dubium[22]
- Merops cafer – Promerops cafer – Kaapse suikervogel

- Upupa
- Upupa epops – Hop

p. 118
- Upupa paradisea – nomen dubium[23]
- Upupa eremita – Geronticus eremita – Heremietibis
- Upupa pyrrhocorax – Pyrrhocorax pyrrhocorax – Alpenkraai

- Certhia
- Certhia familiaris – Taigaboomkruiper
- Certhia pusilla – nomen dubium[24]
- Certhia caerulea – Cyanerpes caeruleus – Purpersuikervogel

p. 119
- Certhia cruentata – Dicaeum cruentatum – Roodrughoningvogel
- Certhia flaveola – Coereba flaveola – Suikerdiefje

- Trochilus
- Trochilus paradiseus – nomen dubium[25]
- Trochilus afer – nomen dubium
- Trochilus pella – Topaza pella – Topaaskolibrie

p. 120
- Trochilus polytmus – Wimpelstaartkolibrie
- Trochilus forficatus – nomen dubium[26]
- Trochilus colubris – Archilochus colubris – Robijnkeelkolibrie
- Trochilus ourissia – nomen dubium
- Trochilus mosquitus – Chrysolampis mosquitus – Muskietkolibrie
- Trochilus holosericeus – Eulampis holosericeus – Groenkeelkolibrie

p. 121
- Trochilus mellisugus – Chlorostilbon mellisugus – Blauwstaartsmaragdkolibrie
- Trochilus tomineo – nomen dubium
- Trochilus surinamensis – nomen dubium
- Trochilus niger – Threnetes niger – Beroete baardkolibrie
- Trochilus mellivorus – Florisuga mellivora – Witnekkolibrie
- Trochilus ruber – Phaethornis ruber – Rode heremietkolibrie
- Trochilus mango – Anthracothorax mango – Jamaicaanse mango
- Trochilus cristatus – Orthorhyncus cristatus – Antilliaanse kuifkolibrie
- Trochilus minimus – Mellisuga minima – Dwergkolibrie

## Anseres
p. 122
- Anas
- Anas cygnus – Cygnus cygnus – Wilde zwaan
- Anas cygnoides – Anser cygnoides – Zwaangans
- Anas tadorna – Tadorna tadorna – Bergeend

p. 123
- Anas spectabilis – Somateria spectabilis – Koningseider
- Anas fusca – Melanitta fusca – Grote zee-eend
- Anas nigra – Melanitta nigra – Zwarte zee-eend
- Anas anser – Anser anser – Grauwe gans
- Anas erythropus – Anser erythropus – Dwerggans
- Anas canadensis – Branta canadensis – Grote Canadese gans

p. 124
- Anas caerulescens – Anser caerulescens – Sneeuwgans
- Anas bernicla – Branta bernicla – Rotgans
- Anas mollissima – Somateria mollissima – Eider
- Anas moschata – Cairina moschata – Muskuseend
- Anas bahamensis – Bahamapijlstaart
- Anas albeola – Bucephala albeola – Buffelkopeend
- Anas clypeata – Spatula clypeata – Slobeend

p. 125
- Anas platyrhynchos – Wilde eend
- Anas strepera – Mareca strepera – Krakeend
- Anas bucephala = Bucephala albeola – Buffelkopeend
- Anas clangula – Bucephala clangula – Brilduiker
- Anas rustica = Bucephala albeola – vrouwtje Buffelkopeend[1]
- Anas perspicillata – Melanitta perspicillata – Brilzee-eend

p. 126
- Anas glaucion = Bucephala clangula – Brilduiker[1]
- Anas penelope – Mareca penelope – Smient
- Anas acuta – Pijlstaart
- Anas hyemalis – Clangula hyemalis – IJseend
- Anas ferina – Aythya ferina – Tafeleend
- Anas querquedula – Spatula querquedula – Zomertaling
- Anas crecca – Wintertaling

p. 127
- Anas histrionica – Histrionicus histrionicus – Harlekijneend
- Anas minuta = Histrionicus histrionicus – Harlekijneend[1]
- Anas circia = Spatula querquedula – Zomertaling
- Anas autumnalis – Dendrocygna autumnalis – Zwartbuikfluiteend
- Anas boschas = Anas platyrhynchos – Wilde eend

p. 128
- Anas adunca = Anas platyrhynchos – Wilde eend
- Anas galericulata – Aix galericulata – Mandarijneend
- Anas sponsa – Aix sponsa – Carolina-eend
- Anas arborea – Dendrocygna arborea – West-Indische fluiteend
- Anas fuligula – Aythia fuligula – Kuifeend

p. 129
- Mergus
- Mergus cucullatus – Lophodytes cucullatus – Kokardezaagbek
- Mergus merganser – Grote zaagbek
- Mergus serrator – Middelste zaagbek
- Mergus albellus – Mergellus albellus – Nonnetje
- Mergus minutus = Mergellus albellus – Nonnetje

p. 130
- Alca
- Alca torda – Alk
- Alca impennis – Pinguinus impennis – Reuzenalk
- Alca arctica – Fratercula arctica – Papegaaiduiker
- Alca lomvia – Uria lomvia – Kortbekzeekoet
- Alca grylle – Cepphus grylle – Zwarte zeekoet

p. 131
- Alca alle – Alle alle – Kleine alk

- Procellaria
- Procellaria pelagica – Hydrobates pelagicus – Stormvogeltje

p. 132
- Procellaria aequinoctialis – Witkinstormvogel
- Procellaria capensis – Daption capense – Kaapse stormvogel

- Diomedea
- Diomedea exulans – Grote albatros
- Diomedea demersa – Spheniscus demersus – Zwartvoetpinguïn

- Pelecanus
- Pelecanus onocrotalus – Roze pelikaan

p. 133
- Pelecanus aquilus – Fregata aquila – Ascensionfregatvogel
- Pelecanus carbo – Phallacrocorax carbo – Aalscholver
- Pelecanus bassanus – Morus bassanus – Jan-van-gent

p. 134
- Pelecanus piscator – nomen dubium, mogelijk Pelecanus leucogaster Boddaert, 1783 – Bruine gent[27]

- Phaethon
- Phaethon aethereus – Roodsnavelkeerkringvogel

p. 135
- Phaethon demersus – nomen dubium, een pinguïn van onbekende herkomst[28]

- Colymbus[29]
- Colymbus arcticus – Gavia arctica – Parelduiker
- Colymbus cristatus – Podiceps cristatus – Fuut
- Colymbus auritus – Podiceps auritus – Kuifduiker

p. 136
- Colymbus podiceps – Podilymbus podiceps – Dikbekfuut

- Larus
- Larus tridactylus – Rissa tridactyla – Drieteenmeeuw
- Larus canus – Stormmeeuw
- Larus marinus – Grote mantelmeeuw
- Larus fuscus – Kleine mantelmeeuw
- Larus atricilla – Leucophaeus atricilla – Lachmeeuw
- Larus parasiticus – Stercorarius parasiticus – Kleine jager

p. 137
- Sterna
- Sterna stolida – Anous stolidus – Noddy
- Sterna hirundo – Visdief
- Sterna nigra – Chlidonias niger – Zwarte stern

p. 138
- Rynchops
- Rynchops nigra – Rynchops niger – Amerikaanse schaarbek[30]
- Rynchops fulva = Rynchops niger – Amerikaanse schaarbek

## Grallae
p. 139
- Phoenicopterus
- Phoenicopterus ruber – Rode flamingo

- Platalea
- Platalea leucorodia – Lepelaar

p. 140
- Platalea ajaja – Rode lepelaar
- Platalea pygmea – Calidris pygmaea – Lepelbekstrandloper

- Mycteria
- Mycteria americana – Kaalkopooievaar

- Tantalus
- Tantalus loculator = Mycteria americana – Kaalkopooievaar[31]

p. 141
- Ardea
- Ardea pavonina – Balearica pavonina – Zwarte kroonkraanvogel
- Ardea virgo – Grus virgo – Jufferkraanvogel
- Ardea canadensis – Antigone canadensis – Canadese kraanvogel
- Ardea grus – Grus grus – Kraanvogel

p. 142
- Ardea americana – Grus americana – Trompetkraanvogel
- Ardea antigone – Antigone antigone – Saruskraanvogel
- Ardea ciconia – Ciconia ciconia – Ooievaar
- Ardea nigra – Ciconia nigra – Zwarte ooievaar
- Ardea nycticorax – Nyctycorax nyctycorax – Kwak

p. 143
- Ardea cinerea – Blauwe reiger
- Ardea herodias – Amerikaanse blauwe reiger
- Ardea violacea – Nyctanassa violacea – Geelkruinkwak
- Ardea caerulea – Egretta caerulea – Kleine blauwe reiger

p. 144
- Ardea striata – Butorides striata – Mangrovereiger
- Ardea virescens – Butorides virescens – Groene reiger
- Ardea stellaris – Botaurus stellaris – Roerdomp
- Ardea alba – Grote zilverreiger
- Ardea ibis – Bubulcus ibis – Koereiger
- Ardea aequinoctialis – nomen dubium

p. 145
- Scolopax
- Scolopax rubra – Eudocimus ruber – Rode ibis
- Scolopax alba – Eudocimus albus – Witte ibis
- Scolopax fusca = Eudocimus albus – Witte ibis[32]
- Scolopax totanus – Tringa totanus – Tureluur
- Scolopax arquata – Numenius arquata – Wulp

p. 146
- Scolopax phaeopus – Numenius phaeopus – Regenwulp
- Scolopax rusticola – Houtsnip
- Scolopax fedoa – Limosa fedoa – Marmergrutto
- Scolopax glottis = Tringa nebularia – Groenpootruiter[33]

p. 147
- Scolopax limosa – Limosa limosa – Grutto
- Scolopax gallinago – Gallinago gallinago – Watersnip
- Scolopax lapponica – Limosa lapponica – Rosse grutto
- Scolopax aegocephala = Limosa lapponica – Rosse grutto[34]
- Scolopax haemastica – Limosa haemastica – Rode grutto

p. 148
- Tringa
- Tringa pugnax – Calidris pugnax – Kemphaan
- Tringa vanellus – Vanellus vanellus – Kievit
- Tringa gambetta = Tringa totanus – Tureluur[35]
- Tringa interpres – Arenaria interpres – Steenloper
- Tringa lobata – Phalaropus lobatus – Grauwe franjepoot
- Tringa fulicaria – Phalaropus fulicarius – Rosse franjepoot

p. 149
- Tringa alpina – Calidris alpina – Bonte strandloper
- Tringa ocrophus – Tringa ochropus – Witgat[36]
- Tringa hypoleucos – Actitis hypoleucos – Oeverloper
- Tringa canutus – Calidris canutus – Kanoet
- Tringa glareola – Bosruiter
- Tringa littorea = Tringa nebularia – Groenpootruiter[33]
- Tringa squatarola – Pluvialis squatarola – Zilverplevier

p. 150
- Charadrius
- Charadrius cristatus – nomen dubium[37]
- Charadrius hiaticula – Bontbekplevier
- Charadrius alexandrinus – Strandplevier
- Charadrius vociferus – Killdeerplevier
- Charadrius aegyptius – Pluvianus aegyptius – Krokodilwachter
- Charadrius morinellus – Morinelplevier
- Charadrius apricarius – Pluvialis apricaria – Goudplevier

p. 151
- Charadrius pluvialis = Pluvialis apricarius – Goudplevier[38]
- Charadrius oedicnemus – Burhinus oedicnemus – Griel
- Charadrius himantopus – Himantopus himantopus – Steltkluut
- Charadrius spinosus – Vanellus spinosus – Sporenkievit

- Recurvirostra
- Recurvirostra avosetta – Kluut

p. 152
- Haematopus
- Haematopus ostralegus – Scholekster

- Fulica – Koeten
- Fulica atra – Meerkoet
- Fulica chloropus – Gallinula chloropus – Waterhoen
- Fulica porphyrio – Porphyrio porphyrio – Purperkoet
- Fulica spinosa – Jacana spinosa – Jacana

p. 153
- Rallus
- Rallus crex – Crex crex – Kwartelkoning
- Rallus aquaticus – Waterral
- Rallus lariformis – nomen dubium[39]
- Rallus benghalensis – Rostratula benghalensis – Goudsnip
- Rallus carolinus – Porzana carolina – Soraral

p. 154
- Psophia – Trompetvogels
- Psophia crepitans – Trompetvogel

- Otis
- Otis tarda – Grote trap
- Otis arabs – Ardeotis arabs – Arabische trap
- Otis tetrax – Tetrax tetrax – Kleine trap

p. 155
- Otis afra – Afrotis afra – Zwarte trap

- Struthio – Struisvogels
- Struthio camelus – Struisvogel
- Struthio casuarius – Casuarius casuarius – Helmkasuaris
- Struthio americanus – Rhea americana – Nandoe
- Struthio cucullatus – Raphus cucullatus – Dodo

## Gallinae
p. 156
- Pavo
- Pavo cristatus – Blauwe pauw
- Pavo bicalcaratus – Polyplectron bicalcaratum – Spiegelpauw

- Meleagris
- Meleagris gallopavo – Kalkoen

p. 157
- Meleagris cristata – nomen dubium[40]
- Meleagris satyra – Tragopan satyra – Rood saterhoen

- Crax
- Crax nigra = deels Crax alector Linnaeus, 1766 – Zwarte hokko[41][42] en deels Mitu mitu (Linnaeus, 1766) – Alagoasmesbekpauwies[43]
- Crax rubra – Bruine hokko

p. 158
- Phasianus
- Phasianus gallus – Gallus gallus – Bankivahoen
- Phasianus meleagris – Numida meleagris – Helmparelhoen
- Phasianus colchicus – Fazant
- Phasianus pictus – Chrysolophus pictus – Goudfazant

p. 159
- Phasianus nycthemerus – Lophura nycthemera – Zilverfazant

- Tetrao
- Tetrao urogallus – Auerhoen
- Tetrao tetrix of Lyrurus tetrix – Korhoen
- Tetrao canadensis – Falcipennis canadensis – Bossneeuwhoen
- Tetrao lagopus – Lagopus lagopus – Moerassneeuwhoen

p. 160
- Tetrao phasianellus – Tympanuchus phasianellus – Stekelstaarthoen
- Tetrao cupido – Tympanuchus cupido – Prairiehoen
- Tetrao bonasia – Tetrastes bonasia – Hazelhoen
- Tetrao rufus – Alectoris rufa – Rode patrijs
- Tetrao perdix – Perdix perdix – Patrijs

p. 161
- Tetrao virginianus – Colinus virginianus – Boomkwartel
- Tetrao marilandicus – Colinus virginianus marilandicus – ondersoort van de Boomkwartel
- Tetrao orientalis – Pterocles orientalis – Zwartbuikzandhoen
- Tetrao coturnix – Coturnix coturnix – Kwartel

## Passeres
p. 162
- Columba
- Columba oenas – Holenduif
- Columba gutturosa – nomen dubium, een gedomesticeerde vorm, "Cropper dove" in het Engels[44]
- Columba cucullata – nomen dubium, een gedomesticeerde vorm, "Jacobin pigeon" in het Engels[45]
- Columba turbita – nomen dubium, een gedomesticeerde vorm, "Turbit" in het Engels[46]
- Columba tremula – nomen dubium, een gedomesticeerde vorm, "Broad tailed shaker" of "Fantail pigeon" in het Engels[46]

p. 163
- Columba tabellaria – nomen dubium, een gedomesticeerde vorm, "Carrier" in het Engels[47]
- Columba montana – Geotrygon montana – Bergkwartelduif
- Columba asiatica – Zenaida asiatica – Witvleugeltreurduif
- Columba guinea – Gespikkelde duif
- Columba hispanica – nomen dubium
- Columba palumbus – Houtduif
- Columba cyanocephala – Starnoenas cyanocephala – Blauwkopkwartelduif

p. 164
- Columba leucocephala – Patagioenas leucocephala – Witkapduif
- Columba leucoptera – nomen dubium[48]
- Columba nicobarica – Caloenas nicobarica – Manenduif
- Columba macroura – Zenaida macroura – Treurduif
- Columba sinica – nomen dubium[49]
- Columba indica – Chalcophaps indica – Smaragdduif
- Columba hispida – nomen dubium
- Columba turtur – Streptopelia turtur – Zomertortel of Tortelduif

p. 165
- Columba risoria – Streptopelia risoria – Lachduif
- Columba passerina – Columbina passerina – Musduif

- Alauda
- Alauda arvensis – Veldleeuwerik

p. 166
- Alauda pratensis – Anthus pratensis – Graspieper
- Alauda arborea – Lullula arborea – Boomleeuwerik
- Alauda campestris – Anthus campestris – Duinpieper
- Alauda trivialis – Anthus trivialis – Boompieper
- Alauda cristata – Galerida cristata – Kuifleeuwerik
- Alauda spinoletta – Anthus spinoletta – Waterpieper
- Alauda alpestris – Eremophila alpestris – Strandleeuwerik

p. 167
- Alauda magna – Sturnella magna – Witkaakweidespreeuw

- Sturnus
- Sturnus vulgaris – Spreeuw
- Sturnus luteolus – nomen dubium[50]
- Sturnus contra – Gracupica contra – Indiase eksterspreeuw

p. 168
- Sturnus cinclus – Cinclus cinclus – Waterspreeuw

- Turdus – Echte lijsters
- Turdus viscivorus – Grote lijster
- Turdus pilaris – Kramsvogel
- Turdus iliacus – Koperwiek

p. 169
- Turdus musicus – een onderdrukte naam voor Turdus philomelos Brehm, 1831 – Zanglijster, zie aldaar.
- Turdus canorus – Garrulax canorus – Witbrauwlijstergaai
- Turdus rufus – Toxostoma rufum – Rosse spotlijster
- Turdus polyglottos – Mimus polyglottos – Spotlijster
- Turdus orpheus – Mimus polyglottos orpheus – ondersoort van de Spotlijster
- Turdus plumbeus – Roodpootlijster

p. 170
- Turdus crinitus – Myiarchus crinitus – Grote kuiftiran
- Turdus roseus – Pastor roseus – Roze spreeuw
- Turdus merula – Merel
- Turdus torquatus – Beflijster
- Turdus solitarius – Monticola solitarius – Blauwe rotslijster
- Turdus arundinaceus – Acrocephalus arundinaceus – Grote karekiet

p. 171
- Turdus virens – Icteria virens – Geelborstzanger

- Loxia
- Loxia curvirostra – Kruisbek
- Loxia coccothraustes – Coccothraustes coccothraustes – Appelvink
- Loxia enucleator – Pinicola enucleator – Haakbek
- Loxia pyrrhula – Pyrrhula pyrrhula – Goudvink

p. 172
- Loxia cardinalis – Cardinalis cardinalis – Rode kardinaal
- Loxia dominicana – Paroaria dominicana – Dominicanerkardinaal
- Loxia cristata – nomen dubium
- Loxia mexicana – nomen dubium[51]
- Loxia eryocephala – Amadina erythrocephala – Roodkopamadine[52]

p. 173
- Loxia flavicans – nomen dubium
- Loxia oryzivora – Lonchura oryzivora – Rijstvogel
- Loxia panicivora – nomen dubium[53]
- Loxia punctulata – Lonchura punctulata – Muskaatvink
- Loxia hordeacea – Euplectes hordeaceus – Roodvoorhoofdwever
- Loxia sanguinirostris – nomen dubium
- Loxia astrild – Estrilda astrild – Sint-Helenafazantje

p. 174
- Loxia cyanea – nomen dubium[54]
- Loxia lineola – Sporophila lineola – Witsterdikbekje
- Loxia mexicana – nomen dubium[55]
- Loxia chloris – Chloris chloris – Groenling
- Loxia butyracea – nomen dubium

p. 175
- Loxia collaria – nomen dubium
- Loxia benghalensis – Ploceus benghalensis – Bengaalse wever
- Loxia malabarica – Euodice malabarica – Loodbekje
- Loxia fusca – nomen dubium
- Loxia melanocephala – Ploceus melanocephalus – Zwartkopwever
- Loxia cana – nomen dubium[56]
- Loxia nigra – Melopyrrha nigra – Cubaans dikbekje
- Loxia caerulea – Passerina caerulea – Blauwe bisschop

p. 176
- Loxia violacea – Loxigilla violacea – Bahamadikbekje
- Loxia minuta – Sporophila minuta – Dwergdikbekje
- Loxia bicolor – nomen dubium[57]

- Emberiza
- Emberiza nivalis – Plectrophenax nivalis – Sneeuwgors
- Emberiza calandra – Grauwe gors

p. 177
- Emberiza hortulana – Ortolaan
- Emberiza citrinella – Geelgors
- Emberiza orix – Euplectes orix – Grenadierwever
- Emberiza quelea – Quelea quelea – Roodbekwever

p. 178
- Emberiza militaris – Sturnella militaris – Zwartkopsoldatenspreeuw
- Emberiza atrata – nomen dubium
- Emberiza familiaris – nomen dubium
- Emberiza flaveola – nomen dubium
- Emberiza psittacea – nomen dubium[58]
- Emberiza paradisaea – Vidua paradisaea – Smalstaartparadijswida

p. 179
- Emberiza ciris – Passerina ciris – Purpergors
- Emberiza alario – Serinus alario – Alario-kanarie

- Fringilla
- Fringilla oryzivora – Dolichonyx oryzivorus – Bobolink
- Fringilla coelebs – Vink
- Fringilla montifringilla – Keep

p. 180
- Fringilla lulensis – nomen dubium
- Fringilla lapponica – Calcarius lapponicus – IJsgors
- Fringilla sylvatica – nomen dubium
- Fringilla melancholica – nomen dubium[59]
- Fringilla erythrophthalma – Pipilo erythrophthalmus – Roodflanktowie
- Fringilla carduelis – Carduelis carduelis – Putter
- Fringilla melba – Pytilia melba – Melba-astrild
- Fringilla amandava – Amandava amandava – Tijgervink

p. 181
- Fringilla gyrola – Tangara gyrola – Okerkaptangare
- Fringilla rubra – Piranga rubra – Zomertangare
- Fringilla tristis – Spinus tristis – Goudsijs
- Fringilla zena – Spindalis zena – Westelijke spindalis
- Fringilla brasiliana – nomen dubium[60]
- Fringilla butyracea – nomen dubium[61]
- Fringilla canaria – Serinus canaria – Kanarie
- Fringilla spinus – Spinus spinus – Sijs

p. 182
- Fringilla flammea – Acanthis flammea – Grote barmsijs
- Fringilla flavirostris – Linaria flavirostris – Frater
- Fringilla cannabina – Linaria cannabina – Kneu
- Fringilla linaria – nomen dubium[62]
- Fringilla angolensis – Uraeginthus angolensis – Angolees blauwfazantje
- Fringilla violacea – Euphonia violacea – Violette organist
- Fringilla schoeniclus – Emberiza schoeniclus – Rietgors

p. 183
- Fringilla domestica – Passer domesticus – Huismus
- Fringilla montana – Passer montanus – Ringmus
- Fringilla chinensis – nomen dubium[63]
- Fringilla hyemalis – Junco hyemalis – Grijze junco
- Fringilla zena = Tiaris bicolor (Linnaeus, 1766) – Maskergrondvink[64]

p. 184
- Motacilla
- Motacilla luscinia – Luscinia luscinia – Noordse nachtegaal
- Motacilla calidris – nomen dubium[8]
- Motacilla modularis – Prunella modularis – Heggenmus
- Motacilla schoenobaenus – Acrocephalus schoenobaenus – Rietzanger
- Motacilla campestris – Euneornis campestris – Jamaicaanse suikervogel
- Motacilla curruca – Sylvia curruca – Braamsluiper

p. 185
- Motacilla hippolais – nomen dubium
- Motacilla salicaria – nomen dubium[65]
- Motacilla sylvia – nomen dubium
- Motacilla philomela – nomen dubium
- Motacilla ficedula – nomen dubium[66]
- Motacilla alba – Witte kwikstaart
- Motacilla flava – Gele kwikstaart

p. 186
- Motacilla tiphia – Aegithina tiphia – Gewone iora
- Motacilla ruticilla – Setophaga ruticilla – Amerikaanse roodstaart
- Motacilla hispanica – Oenanthe hispanica – Westelijke blonde tapuit
- Motacilla oenanthe – Oenanthe oenanthe – Tapuit
- Motacilla rubetra – Saxicola rubetra – Paapje

p. 187
- Motacilla atricapilla – Sylvia atricapilla – Zwartkop
- Motacilla emeria – Pycnonotus jocosus emeria – ondersoort van de Roodoorbuulbuul
- Motacilla phoenicurus – Phoenicurus phoenicurus – Gekraagde roodstaart
- Motacilla erithacus – nomen dubium
- Motacilla titys – vrouwtje van de Gekraagde roodstaart[67]
- Motacilla svecica – Luscinia svecica – Blauwborst
- Motacilla sialis – Sialia sialis – Roodkeelsialia

p. 188
- Motacilla velia – Tangara velia – Opaalstuittangare
- Motacilla spiza – Chlorophanes spiza – Groene suikervogel
- Motacilla rubecula – Erythacus rubecula – Roodborst
- Motacilla troglodytes – Troglodytes troglodytes – Winterkoning
- Motacilla regulus – Regulus regulus – Goudhaan
- Motacilla trochilus – Phylloscopus trochilus – Fitis

p. 189
- Motacilla acredula – Phylloscopus trochilus acredula – ondersoort van de Fitis
- Motacilla pendulinus – Remiz pendulinus – Buidelmees
- Motacilla minuta – nomen dubium

- Parus
- Parus cristatus – Lophophanes cristatus – Kuifmees
- Parus major – Koolmees

p. 190
- Parus americanus – Setophaga americana – Brilparulazanger
- Parus caeruleus – Cyanistes caeruleus – Pimpelmees
- Parus ater – Periparus ater – Zwarte mees
- Parus palustris – Poecile palustris – Glanskop
- Parus caudatus – Aegithalos caudatus – Staartmees
- Parus biarmicus – Panurus biarmicus – Baardman
- Parus pipra – Dixiphia pipra – Witkruinmanakin

p. 191
- Parus erythrocephalus – Ceratopipra erythrocephala – Goudkopmanakin
- Parus aureola – Pipra aureola – Roodkruinmanakin
- Parus cela – Cacicus cela – Geelstuitbuidelspreeuw

- Hirundo
- Hirundo rustica – Boerenzwaluw
- Hirundo esculenta – Collocalia esculenta – Witbuikdwergsalangaan

p. 192
- Hirundo urbica – Delichon urbicum – Huiszwaluw
- Hirundo riparia – Riparia riparia – Oeverzwaluw
- Hirundo apus – Apus apus – Gierzwaluw
- Hirundo subis – Progne subis – Purperzwaluw
- Hirundo pelagica – Chaetura pelagica Schoorsteengierzwaluw
- Hirundo melba – Apus melba – Alpengierzwaluw

p. 193
- Caprimulgus
- Caprimulgus europaeus – Nachtzwaluw
- Caprimulgus americanus – Siphonorhis americana – Jamaicapauraque